# Stan Butcher
Stanley Robert Butcher (Londen, 26 januari 1920 – 1987) was een Britse jazzpianist, -componist, -arrangeur en orkestleider.

## Biografie
Butcher diende tijdens de Tweede Wereldoorlog in een infanteriedivisie en speelde in een militaire band. Na de oorlog leidde hij een band met trombonist Don Lusher in Pembroke Bay, daarna werkte hij in de orkesten van Joe Daniels (1947-48), Freddy Randall (1951), Bernie Stanton (1951), Geoff Sowden (1953), Jack Newman (1954) en in de jaren 1970 bij Stan Reynolds. In 1949-1950 en opnieuw in 1952 leidde hij zijn eigen bands en schreef hij arrangementen voor dixieland-bands. Met songwriter Syd Cordell componeerde hij het nummer Sing, Little Birdie voor het Eurovisiesongfestival 1959. Een opname van het duo Pearl Carr & Teddy Johnson bereikte #2 in de hitlijsten. In 1962 componeerde hij, wederom met Cordell, voor Ronnie Carroll, de Britse songfestivalinzending Ring-A-Ding Girl, die vierde werd. In de jaren 1960 leidde hij de bigband His Birds and Brass en nam gemakkelijk luisterbare albums op voor Columbia Records en Fontana Records. In 1979 bracht hij het fusionalbum Magician uit bij het Hobo-label, waaraan Barbara Thompson en Ray Russell deelnamen. Zijn instrumentale versie van Morningtown Ride van The Seekers van zijn album His Birds and Brass uit 1966, werd gebruikt als themalied voor het wekelijkse BBC Radio 1-programma Junior Choice op zaterdagochtend, gepresenteerd door Leslie Crowther en Ed Stewart.

## Overlijden
Stan Butcher overleed in 1987 op 67-jarige leeftijd

## Discografie
- 1962: At Home With .., Bridie Gallagher and Stan Butcher (Parlophone)
- 1966: Stan Butcher - His Birds & Brass, (Columbia Records)
- 1967: Sayin' Somethin' Stupid and Other Things, Stan Butcher & His Birds and Brass (Columbia Records)
- 1970: Big Band Blowout, Stan Butcher Orchestra (Fontana Records), met Don Lusher, Bill Le Sage
- 1970: Chaplin, The Hot Strings of Stan Butcher (Fontana Records)
- 1970: A Garland for Judy, The Hot Strings, gearrangeerd en uitgevoerd door Stan Butcher (Fontana)
- 1971: Wrappin It Up, Stan Butcher and His Orchestra (Columbia Records)
- 1978: Magician

- Library of Congress Control Number: n2016053104
- MusicBrainz: 287149db-20c8-4e5a-80b2-bc422c2b35db
- Virtual International Authority File: 7043147665835960670009
- WorldCat: E39PBJvMwfFdCPTJDmwyPrgVG3